# 1419 Danzig
Az 1419 Danzig (ideiglenes jelöléssel 1929 RF) a Naprendszer kisbolygóövében található aszteroida. Karl Wilhelm Reinmuth fedezte fel 1929. szeptember 5-én, Heidelbergben.